# 장 슈투름 김나지움

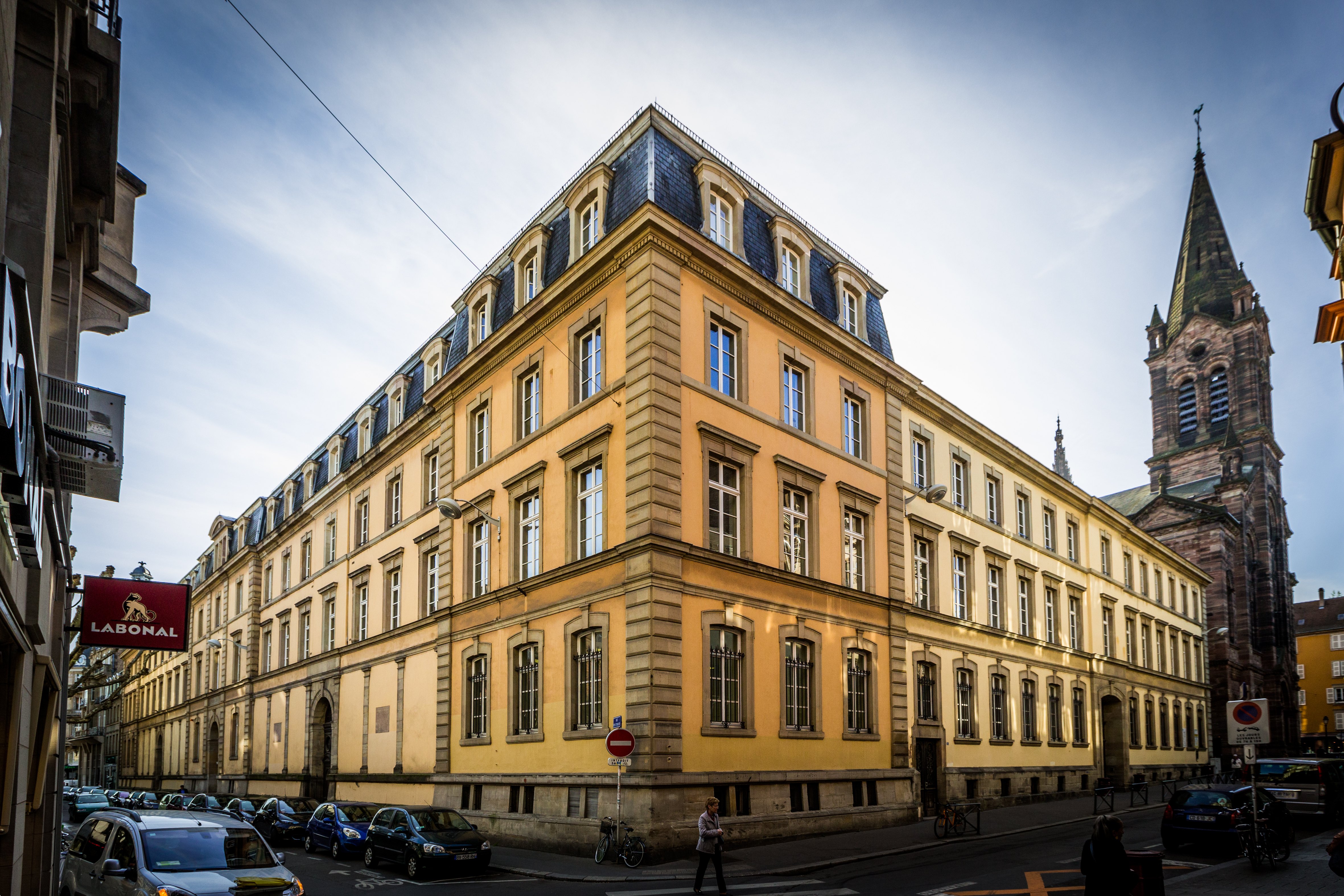
장 슈투름 김나지움

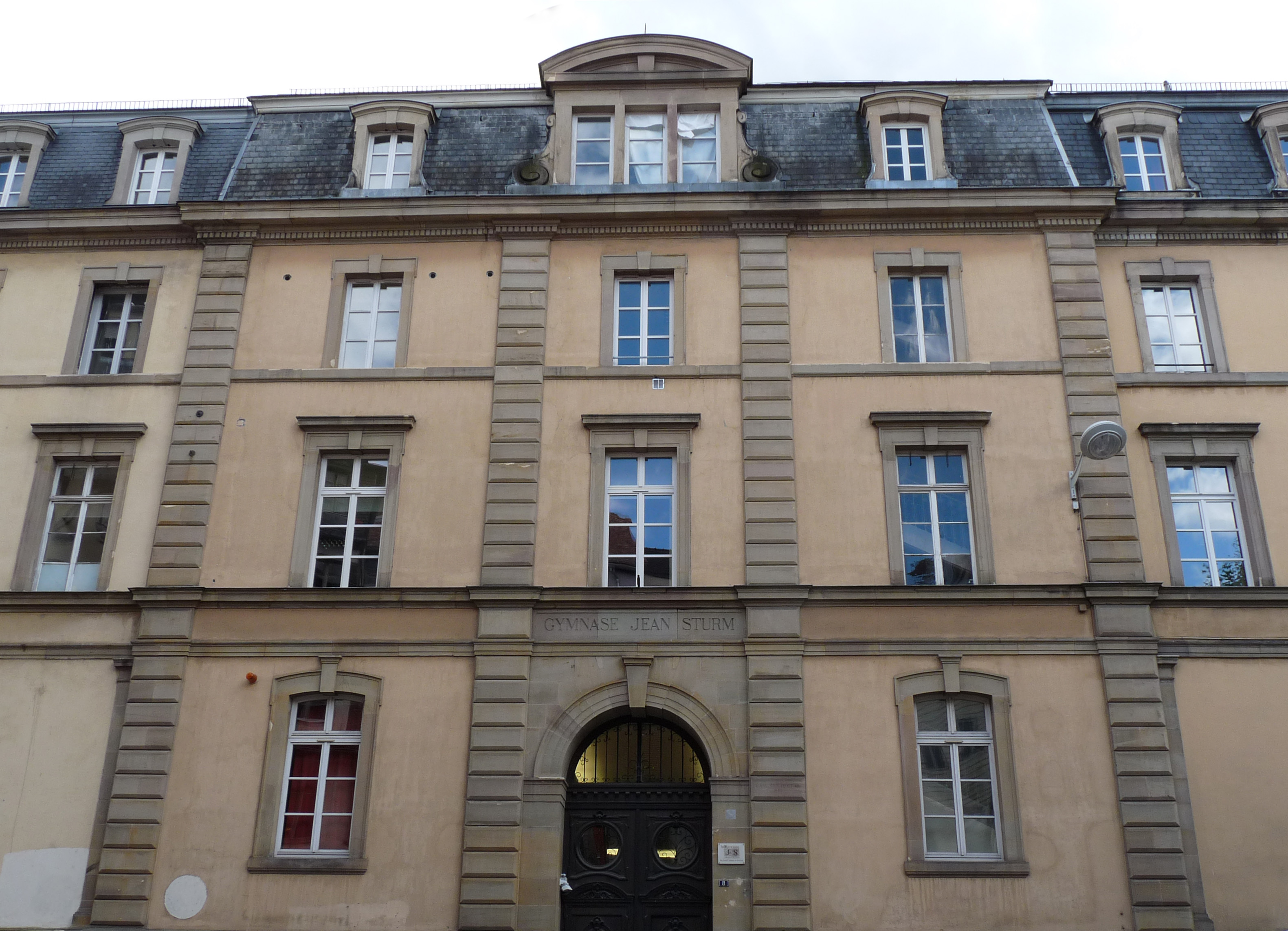
정문

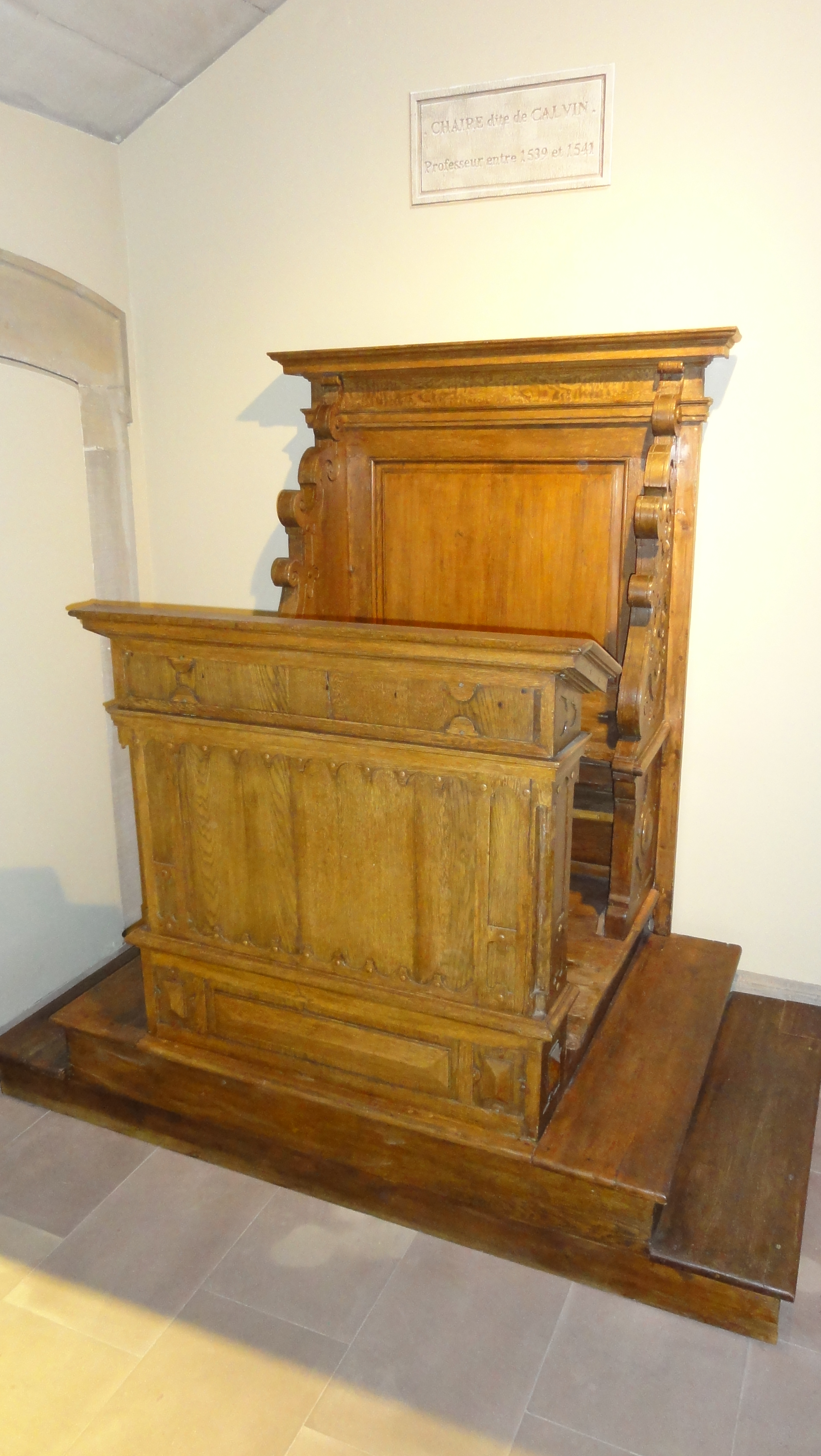
장 칼뱅의 강단, 학교 구내에 보관

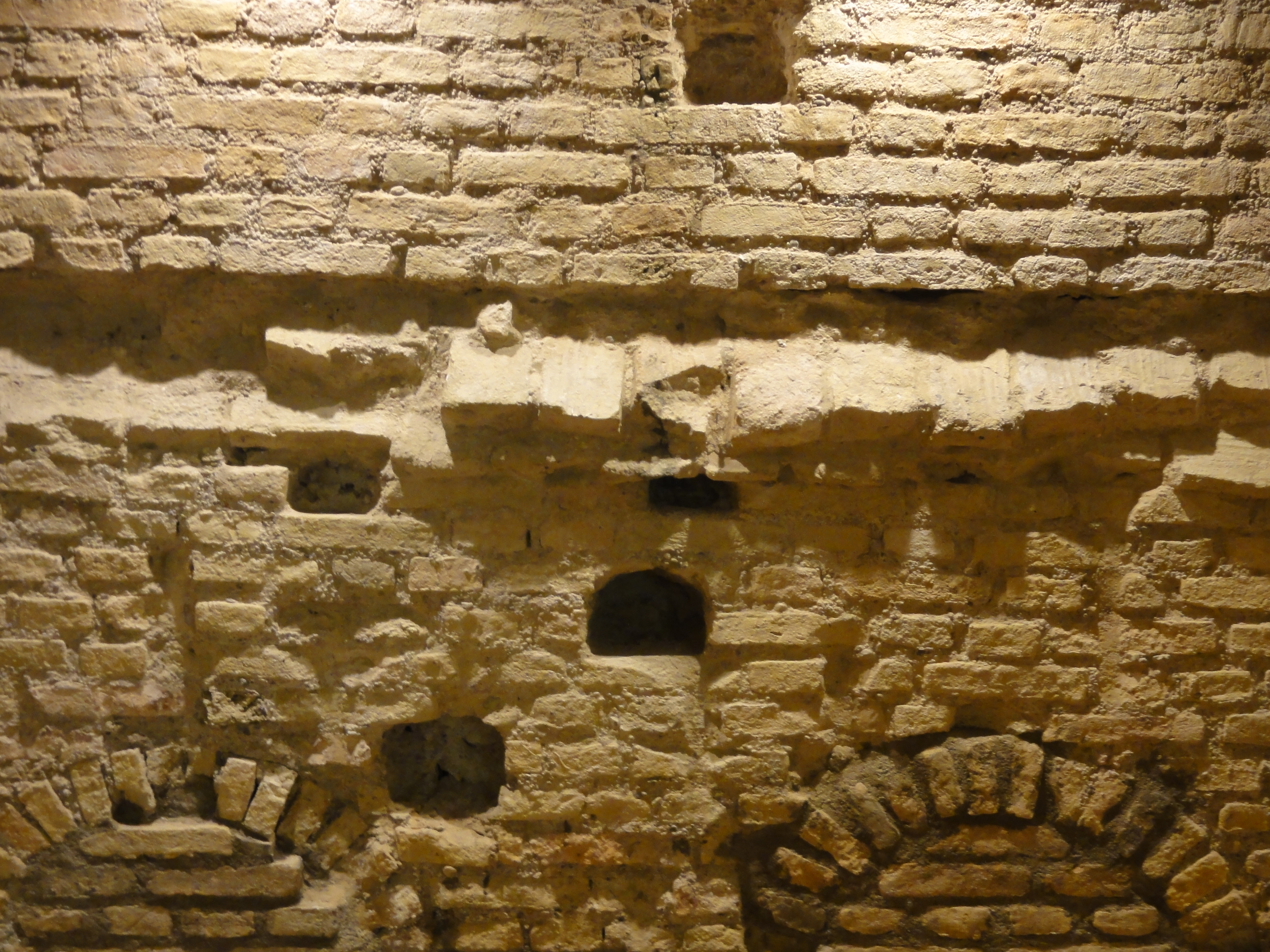
지하실에 있는 중세 벽

장 슈투름 김나지움(Jean Sturm Gymnasium)은 스트라스부르에 있는 사립 개신교 학교로 중등 교육 3학년부터 바칼로레아까지 어린이들을 가르친다. 종교개혁가 장 칼뱅도 강의를 하였다.
스트라스부르 대학교(University of Strasbourg)의 전신인 이 학교는 1538년 도시에 도착한 지 1년 만에 르네상스 인문주의자 요하네스 슈투름 (Johannes Sturm)에 의해 설립되었다. 1538년 3월 스트라스부르의 시의회는 슈트름에게 도시 교육을 재조직 하도록 요청했다. 1538년 3월, Jean Sturm은 스트라스부르에 특징적인 학교가 설립 된 것을 정당화하기 위해 'De literarum ludis recte aperiendis liber'라는 논문을 발표했다.
스트라스부르에 있는 성 토마스 교회도 이 학교 창설에 관여했다. Jean Sturm은 학교의 첫 번째 총장이었다. 수년간의 교육 매체는 라틴어로 독특했다. 학교는 현재 위치에 세워졌으며 당시에는 마이스터 에크하르트와 요한 타울러가 한때 가르쳤던 도메니코 수도원의 일부였다. 학교는 처음부터 새로운 인문주의 전통에 대한 교육을 제공했다. 그것은 현대 독일 김나지움의 모델을 제공했다.